# Bernabé Cantlon
Bernabé Cantlon (Campana, Buenos Aires, 14 de octubre de 1977) es un músico argentino. Conocido artísticamente como Buco Lash, es el fundador, cantante y guitarrista de la banda de rock Lash Out. También fue el primer guitarrista de Boom Boom Kid, grupo con el que colabora esporádicamente, y ha participado en giras de Fun People. Desde abril de 2022, ocupa el cargo de presidente del Instituto Nacional de la Música (INAMU) de Argentina, tras haber sido Director del Área de Administración en dicha institución.

## Trayectoria musical
Cantlon fundó Lash Out en 1997, banda con la que ha publicado 15 discos registrados en CAPIF, SADAIC y AADI. Entre sus trabajos se encuentran títulos como Arriben vaguen!, Breaking Hearts… & Some Rules, Revival y Futuras nostalgias. Con este proyecto ha realizado presentaciones en Argentina y en el extranjero.
Buco Lash también fue parte en el año 2000 de la agrupación Fun People en algunas giras en el exterior como en "lets talking about feling and the arte of romance " en BRASIL.  Cuando el proyecto musical se transformó en Boom Boom Kid donde sigue siendo guitarrista en distintas oportunidades.

## Asociaciones musicales
Cantlon ha ocupado cargos en las comisiones directivas de la Unión de Músicos Independientes (UMI) y la Federación Argentina de Músicos Independientes (FA-MI), entidades de las que fue miembro fundador en 2001 y 2010, respectivamente. Participó en la redacción de normativas como la Ley 26.801, que creó el INAMU, y el artículo 65 de la Ley 26.522, que establece porcentajes mínimos de difusión de música nacional e independiente en radios argentinas.
En 2014, desarrolló el Banco de Música Nacional e Independiente, una plataforma digital gratuita para emisoras y medios, actualmente gestionada por el INAMU.
También creó y administró la distribuidora física Basilisco Records (2007-2011) y, en 2017, fue cofundador de Músicos Independientes de Campana (MIC).